# Ringer-Juniorenweltmeisterschaften 1986
Die Ringer-Juniorenweltmeisterschaften 1986 fanden im Juli 1986 in Schifferstadt (Bundesrepublik Deutschland) statt.

## Junioren, griechisch-römisch

### Ergebnisse
| Klasse | Gold                  | Silber                  | Bronze                   |
| ------ | --------------------- | ----------------------- | ------------------------ |
| –48 kg | An Han-bong           | Radu Strubert           | Edward Dawidow           |
| –52 kg | Pedro Roque           | Igor Gosi               | Krzysztof Szymanski      |
| –56 kg | Iss Ilijasow          | Imre Simita             | Kiril Bogdanow           |
| –60 kg | Salawat Sachajutpinow | Mircea Constantin       | Najtscho Simeonow        |
| –65 kg | Attila Repka          | Johann Weingärtner      | Grigori Dschinibalajants |
| –70 kg | Alfredo Vicet         | Ewgeni Barkasow         | Richard Matejka          |
| –75 kg | Anton Arghira         | Sergei Worontschitschin | Angel Angelow            |
| –81 kg | Anatoli Boltenkow     | Nikolai Georgiew        | Gabriel Bivolaru         |
| –87 kg | Roman Michitschenko   | Borislaw Spasow         | Wojciech Piak            |
| +87 kg | Héctor Milián         | Ferenc Takács           | Andrei Stratschko        |

### Medaillenspiegel
| Rang | Land             | Gold | Silber | Bronze |
| ---- | ---------------- | ---- | ------ | ------ |
| 1    | Sowjetunion      | 4    | 3      | 3      |
| 2    | Kuba             | 3    | 0      | 0      |
| 3    | Rumänien         | 1    | 2      | 1      |
| 4    | Ungarn           | 1    | 2      | 0      |
| 5    | Südkorea         | 1    | 0      | 1      |
| 6    | Bulgarien        | 0    | 2      | 3      |
| 7    | BR Deutschland   | 0    | 1      | 0      |
| 8    | Polen            | 0    | 0      | 2      |
| 9    | Tschechoslowakei | 0    | 0      | 1      |

## Junioren, freier Stil

### Ergebnisse
| Klasse | Gold                 | Silber              | Bronze               |
| ------ | -------------------- | ------------------- | -------------------- |
| –48 kg | Nikolai Kasabow      | Jalili Khosrow      | Se Jong Li           |
| –52 kg | Kim Yong-sik         | Nadilj Kamidschew   | No Won-chang         |
| –56 kg | Danut-Dumitru Prefit | Yun Song            | Kendall Cross        |
| –60 kg | Kim Song-u           | Anton Sgriparow     | Paschrudin Salibekow |
| –65 kg | Eskender Tonsupow    | Alexander Leipold   | Attila Repka         |
| –70 kg | Saigujid Katinowasow | Rahmatab Hojatullah | Kim Deok-sod         |
| –75 kg | Sisajondin Kamidow   | Kiumarth Rajabi     | Jeon Bong-sang       |
| –81 kg | Ranesan Umarow       | Yang Seok-jong      | Wesselin Christow    |
| –87 kg | Wassil Todorow       | Matthew Ruppel      | Alan Kotsojew        |
| +87 kg | Oleg Naniew          | Petrisor Cruceanu   | Dimitar Marinow      |

### Medaillenspiegel
| Rang | Land               | Gold | Silber | Bronze |
| ---- | ------------------ | ---- | ------ | ------ |
| 1    | Sowjetunion        | 5    | 1      | 2      |
| 2    | Bulgarien          | 2    | 1      | 2      |
| 3    | Nordkorea          | 2    | 1      | 1      |
| 4    | Rumänien           | 1    | 1      | 0      |
| 5    | Iran               | 0    | 3      | 0      |
| 6    | Südkorea           | 0    | 1      | 3      |
| 7    | Vereinigte Staaten | 0    | 1      | 1      |
| 8    | BR Deutschland     | 0    | 1      | 0      |
| 9    | Ungarn             | 0    | 0      | 1      |